# Nikołaj Kisielow (działacz partyjny)
Nikołaj Wasiljewicz Kisielow (ros. Николай Васильевич Киселёв, ur. 9 maja 1903 we wsi Barnuki w guberni penzeńskiej, zm. 21 lipca 1983 w Moskwie) – radziecki działacz partyjny.

## Życiorys
1923-1925 instruktor i kierownik wydziału powiatowego komitetu Komsomołu w guberni symbirskiej, od 1925 w WKP(b), 1925-1926 w Armii Czerwonej. 1926-1928 zastępca kierownika Wydziału Agitacyjno-Propagandowego Komitetu Powiatowego WKP(b) w Syzraniu, 1928-1932 studiował w Akademii Wychowania Komunistycznego im. N. Krupskiej, 1932-1933 pomocnik dyrektora tej akademii, później pracował w stanicy maszynowo-traktorowej w obwodzie moskiewskim. 1936-1938 instruktor Wydziału Rolnego Moskiewskiego Komitetu Obwodowego WKP(b), 1938-1939 kierownik Wydziału Nauki i Szkół KC Komunistycznej Partii (bolszewików) Białorusi, do grudnia 1939 II sekretarz Poleskiego Komitetu Obwodowego KP(b)U, jednocześnie od września do grudnia 1939 przewodniczący tymczasowego zarządu miasta Nowogródek odebranego przez ZSRR Polsce po agresji z 17 września 1939. Od 29 listopada 1939 do października 1940 I sekretarz Komitetu Obwodowego KP(b)B w Brześciu nad Bugiem, od października 1940 do stycznia 1941 I sekretarz Komitetu Obwodowego KP(b)B w Białymstoku, od 1940 do 11 listopada 1944 zastępca szefa Zarządu Kadr KC WKP(b). Od 2 września 1944 do 7 marca 1944 II sekretarz KC KP(b)B, od 18 lutego 1945 do 7 marca 1947 członek Biura KC KP(b)B, od 1947 do stycznia 1949 instruktor KC WKP(b), od stycznia 1949 do grudnia 1951 I sekretarz Komitetu Obwodowego WKP(b) w Omsku. Od stycznia 1952 do 12 stycznia 1960 I sekretarz Komitetu Obwodowego WKP(b)/KPZR w Rostowie nad Donem, od 14 października 1952 do 17 października 1961 członek KC KPZR, od stycznia 1960 do 1963 doradca Rady Ministrów ZSRR, następnie na emeryturze. Deputowany do Rady Najwyższej ZSRR 5 kadencji. 14 maja 1953 odznaczony Orderem Lenina.